# Ionel Dănciulescu
Ionel Daniel Dănciulescu (* 6. Dezember 1976 in Slatina, Kreis Olt) ist ein ehemaliger rumänischer Fußballspieler und derzeitiger -trainer. Der Stürmer bestritt insgesamt 567 Spiele in der rumänischen Liga 1, der türkischen Süper Lig, der chinesischen Super League und der spanischen Segunda División. Im Jahr 2004 wurde er zu Rumäniens Fußballer des Jahres gewählt. Mit Steaua Bukarest und Dinamo Bukarest konnte er insgesamt fünfmal die rumänische Meisterschaft und fünf Mal den rumänischen Pokal gewinnen.

## Vereinskarriere
Dănciulescu begann mit dem Fußballspielen in seiner Heimatstadt bei CSȘ Slatina. Der Angriffsspieler gab sein Debüt in der Divizia A am 16. Oktober 1993 im Alter von 16 Jahren beim Lokalderby seines neuen Vereins Electroputere Craiova gegen Universitatea Craiova. Nach dem Abstieg von Electroputere am Ende der Saison 1994/95 wechselte Dănciulescu in die Hauptstadt zu Dinamo Bukarest, wo er sofort Stammspieler wurde. Nach einem kurzen Intermezzo bei dem türkischen Erstligisten Altay İzmir kehrte er nach Bukarest zurück und unterschrieb einen Vertrag bei Steaua Bukarest. Mit dem Verein wurde er in den Folgejahren zweimal rumänischer Meister und einmal Pokalsieger. Zur Rückrunde der Saison 2001/02 wechselte er erneut zu Dinamo Bukarest, dem er bis auf zwei Kurzausflüge (2002 in die Divizia B zu Poiana Câmpina, dem damaligen Farmteam von Dinamo, und 2005 in die Chinese Super League zu Shandong Luneng Taishan) bis 2009 treu blieb.
Im Sommer 2009 wechselte er zu Hércules Alicante in die spanische Segunda División, kehrte aber bereits nach einem Jahr zu Dinamo zurück. Dort konnte er im Jahr 2012 zum fünften Mal den rumänischen Pokal. Im November 2013 beendete er im Alter von 36 Jahren seine aktive Laufbahn.

## Nationalmannschaft
Sein erstes Länderspiel für die rumänische Fußballnationalmannschaft bestritt Dănciulescu am 3. März 1999 gegen Estland. Am 29. April 2004 erzielte der achtfache Nationalspieler im Länderspiel gegen Deutschland in Bukarest zwei Treffer beim 5:1-Sieg der Rumänen.

## Karriere als Trainer
Nach dem Ende seiner aktiven Laufbahn wurde Dănciulescu im Februar 2014 Teamchef von Dinamo Bukarest. Anfang 2015 übernahm er die Stelle des Sportdirektors.

## Erfolge/Titel

### Verein
Steaua Bukarest
- Rumänischer Meister (2): 1998, 2001
- Rumänischer Supercup-Sieger: 1998
- Rumänischer Pokalsieger: 1999

Dinamo Bukarest
- Rumänischer Meister (3): 2002, 2004, 2007
- Rumänischer Pokalsieger (3): 2003, 2004, 2012
- Rumänischer Supercup-Sieger: 2012

Shandong Luneng Taishan
- Chinesischer FA-Cup-Finalist: 2005

### Persönlich
- Torschützenkönig der rumänischen Liga: 2004 (21 Tore), 2008 (21 Tore)
- Rumänischer Fußballer des Jahres: 2004